# Grand Prix automobile du Japon 1995
Vous lisez un « article de qualité » labellisé en 2010.
GP précédent GP suivant
Le Grand Prix automobile du Japon 1995 (XXI Fuji Television Japanese Grand Prix), disputé sur le circuit de Suzuka au Japon le 29 octobre 1995, est la onzième édition du Grand Prix, la 580e course de Formule 1 courue depuis 1950 et la seizième manche du championnat 1995. C'est la seconde course japonaise de la saison après le Grand Prix du Pacifique disputé sur le circuit TI Aida.
La course, disputée sur 53 tours, est remportée par l'Allemand Michael Schumacher, s'élançant depuis la pole position. Le Finlandais Mika Häkkinen termine à la deuxième place et le Britannique Johnny Herbert complète le podium.
Jean Alesi part en deuxième position aux côtés de Michael Schumacher mais doit observer un arrêt forcé aux stands de 10 secondes pour faux-départ. Après être remonté dans le classement et avoir atteint la deuxième place, il abandonne au 25e tour en raison d'un problème de transmission. L'ancien rival de Schumacher pour le titre de champion du monde, Damon Hill, s'élance de la grille de départ à la quatrième place et profite de l'abandon d'Alesi pour accéder à la deuxième avant d'abandonner au 40e tour sur sortie de piste.
La victoire de Schumacher sur le circuit nippon est sa neuvième de la saison. Il égale ainsi le record de Nigel Mansell établi lors du championnat du monde de Formule 1 1992. L'écurie Benetton Formula remporte le titre constructeur à l'issue de la course.

## Contexte avant le Grand Prix

### Organisation de l'épreuve
Le XXI Fuji Television Japanese Grand Prix est la onzième édition du Grand Prix du Japon comptant pour le championnat du monde de Formule 1. Il s'agit de la neuvième édition se tenant sur le circuit de Suzuka, les deux premières éditions comptant pour le championnat, en 1975 et 1976, s'étant disputées sur le circuit du Mont Fuji.
Hiroshimi Suzuki, directeur du complexe sportif et hôtelier de Suzuka, annonce que plus de 4 000 personnes sont mobilisées pour l'organisation du week-end de course alors que 700 personnes sont employées à plein temps le reste de l'année. Depuis plusieurs années, de nombreux efforts ont été faits pour améliorer les conditions de tenue de l'événement : de nouveaux hôtels et restaurants ont été construits et les accès au circuit ont été adaptés à l'accroissement du nombre de spectateurs. Le prochain projet d'amélioration des infrastructures concerne la réfection de la salle de presse du circuit. Hiroshimi Suzuki déclare enfin que le circuit de Suzuka a signé un accord avec la FIA pour organiser le Grand Prix du Japon jusqu'en 2001.
Au niveau commercial, pour la première fois depuis que le Grand Prix du Japon se déroule à Suzuka et bien que trois pilotes japonais soient engagés (Aguri Suzuki, Ukyo Katayama et Taki Inoue), les billets pour la course se vendent mal. Cette mévente est principalement imputable à la modification du calendrier du championnat du monde à la suite du séisme de Kōbe en janvier 1995. En effet, le Grand Prix du Pacifique, sur le circuit international d'Okayama, initialement troisième épreuve du championnat disputée le 16 avril 1995, a été reporté au 22 octobre en raison des dommages causés aux infrastructures par le séisme. La tenue de deux Grands Prix de Formule 1 à seulement une semaine d'intervalle dans le même pays a conduit à une concurrence néfaste pour les deux épreuves puisque Suzuka annonce des pertes financières pour la première fois de son histoire tandis que le directeur du circuit d'Aida annonce qu'il n'organisera plus de Grand Prix de Formule 1, étant incapable d'assurer la rentabilité du site,.

### Situation du championnat du monde
À l'approche du Grand Prix du Japon, le pilote Benetton Michael Schumacher, vainqueur de huit des quinze Grands Prix disputés jusqu'ici, a déjà remporté le titre de champion du monde des pilotes lors de la course précédente, au Grand Prix du Pacifique. Il occupe la tête du classement avec 92 points alors que Damon Hill a 33 points de retard (59 points inscrits) et ne peut plus le rattraper puisqu'il ne reste plus que 20 points à distribuer.
Chez les constructeurs, à l'issue du Grand Prix du Pacifique, Benetton occupe la première place avec 123 points, suivie par Williams avec 102 points et Ferrari avec 73 points. Le titre mondial n'est pas encore joué entre les deux écuries en tête du championnat. Il reste en effet 32 points à distribuer (deux Grands Prix avec 10 points pour le vainqueur et 6 pour le second) et l'écurie Williams, à 21 points de Benetton, peut encore mathématiquement être titrée.

### Situation des pilotes

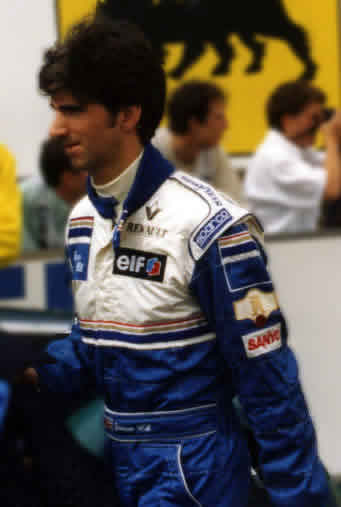
Damon Hill, en 1995, vivement critiqué par les médias avant le GP du Japon.

La semaine précédant la course, Damon Hill a été vivement critiqué par les médias britanniques en raison de ses mauvaises performances lors des courses précédentes et une rumeur dit que Williams veut le remplacer par Heinz-Harald Frentzen ou Gerhard Berger pour la saison 1996,. Frank Williams, le patron de Williams, déclare néanmoins avoir une « confiance sans équivoque » envers Hill.
Jean-Christophe Boullion, pilote chez Sauber depuis le Grand Prix de Monaco, est remplacé par Karl Wendlinger auquel l'écurie suisse donne une nouvelle chance de faire ses preuves en Formule 1 après un terrible accident survenu lors du Grand Prix de Monaco 1994 qui l'a plongé dans le coma pendant plusieurs semaines.
Le Danois Jan Magnussen, qui remplaçait au Grand Prix du Pacifique Mika Häkkinen souffrant d'une crise d'appendicite, rend son volant au pilote finlandais et retrouve son poste de pilote de réserve chez McLaren. L'écurie a toutefois demandé aux autres équipes d'accepter un remplacement éventuel de son pilote-titulaire par le pilote de réserve Magnussen si l'état de santé d'Häkkinen se compliquait.
Mark Blundell, pilote McLaren-Mercedes, se trouve dans une situation difficile à l'approche du Grand Prix : il n'a pas signé de contrat à long terme avec son écurie et renouvelle son engagement tous les jeudis. Ses résultats décevants et la bonne prestation de Jan Magnussen lors de sa pige au Grand Prix précédent jouent contre lui, les membres du directoire de Mercedes faisant pression auprès de McLaren pour son limogeage rapide. Helmut Werner, le président de la firme à l'étoile, en visite au salon de l'automobile de Tokyo, espère une titularisation du Danois pour la dernière manche de la saison, en Australie,,
Aguri Suzuki, qui a remplacé Martin Brundle chez Ligier lors du Grand Prix précédent, est confirmé pour son Grand Prix national. Cette titularisation pose un cas de conscience pour son écurie, en effet Tom Walkinshaw préférerait aligner à nouveau Brundle, qu'il juge plus compétitif, afin d'engranger des points pour tenter de se classer à la quatrième place du championnat des constructeurs. Toutefois, Suzuki est choisi car il est japonais et que le Grand Prix se déroule à Suzuka, circuit appartenant à Honda, partenaire de l'écurie Ligier via Mugen.
Olivier Panis, pilote Ligier, est dans une situation difficile vis-à-vis de Flavio Briatore, propriétaire de l'équipe depuis 1994 en cette fin de saison. Briatore, à la veille des premiers essais libres, se plaint de la « saison de merde » de son pilote qui ne pointe qu'à la onzième place du championnat du monde avec 8 points. Le dirigeant italien déclare toutefois conserver Panis en 1996 car « chez Ligier, il faut un pilote français et il n'y en a pas de plus rapide que lui actuellement disponible. »
Pedro Diniz, pilote Forti Corse, est annoncé comme coéquipier d'Olivier Panis chez Ligier en 1996. Le pilote brésilien était en concurrence avec Johnny Herbert que lui préfère Tom Walkinshaw, directeur sportif de l'écurie.
Jacques Villeneuve, nouvelle recrue de Williams pour la saison 1996, est absent à Suzuka malgré les nombreuses invitations auxquelles il a répondu favorablement. Son manager Craig Pollock, venu spécialement de Londres pour le remplacer, explique que Villeneuve n'est pas présent car il doit assister le 2 novembre à la remise des prix du championnat CART qu'il vient de remporter avec le Player's Green Racing.
Michael Schumacher, champion du monde avant même la fin de la saison, a déjà un pied chez Ferrari : à l'occasion du Tokyo Motor Show, le salon de l'automobile japonais, Antonio Ghini, directeur des relations publiques de Ferrari, annonce, le mercredi précédant l'épreuve, que Luca di Montezemolo a décidé que la présentation officielle de Schumacher à Maranello, fief de Ferrari, est fixée au jeudi 17 novembre 1995.
Massimo Gorbaccio, responsable du marketing chez Benetton, révèle la situation compliquée des pilotes Michael Schumacher (Benetton), Jean Alesi et Gerhard Berger (Ferrari) pour des raisons contractuelles à la suite de leur transfert d'une écurie vers l'autre. Comme Ferrari est partenaire de Marlboro et Benetton de Mild Seven, il a été convenu que les pilotes porteraient une combinaison entièrement blanche entre la fin du championnat et le 1er janvier 1996, date d'échéance effective de leurs contrats avec leur écurie de provenance. Cette solution permet d'éviter qu'un « pilote Marlboro » ne soit vu au volant d'une « monoplace Mild Seven » et inversement lors des essais de fin de saison.

### Dernières évolutions des monoplaces

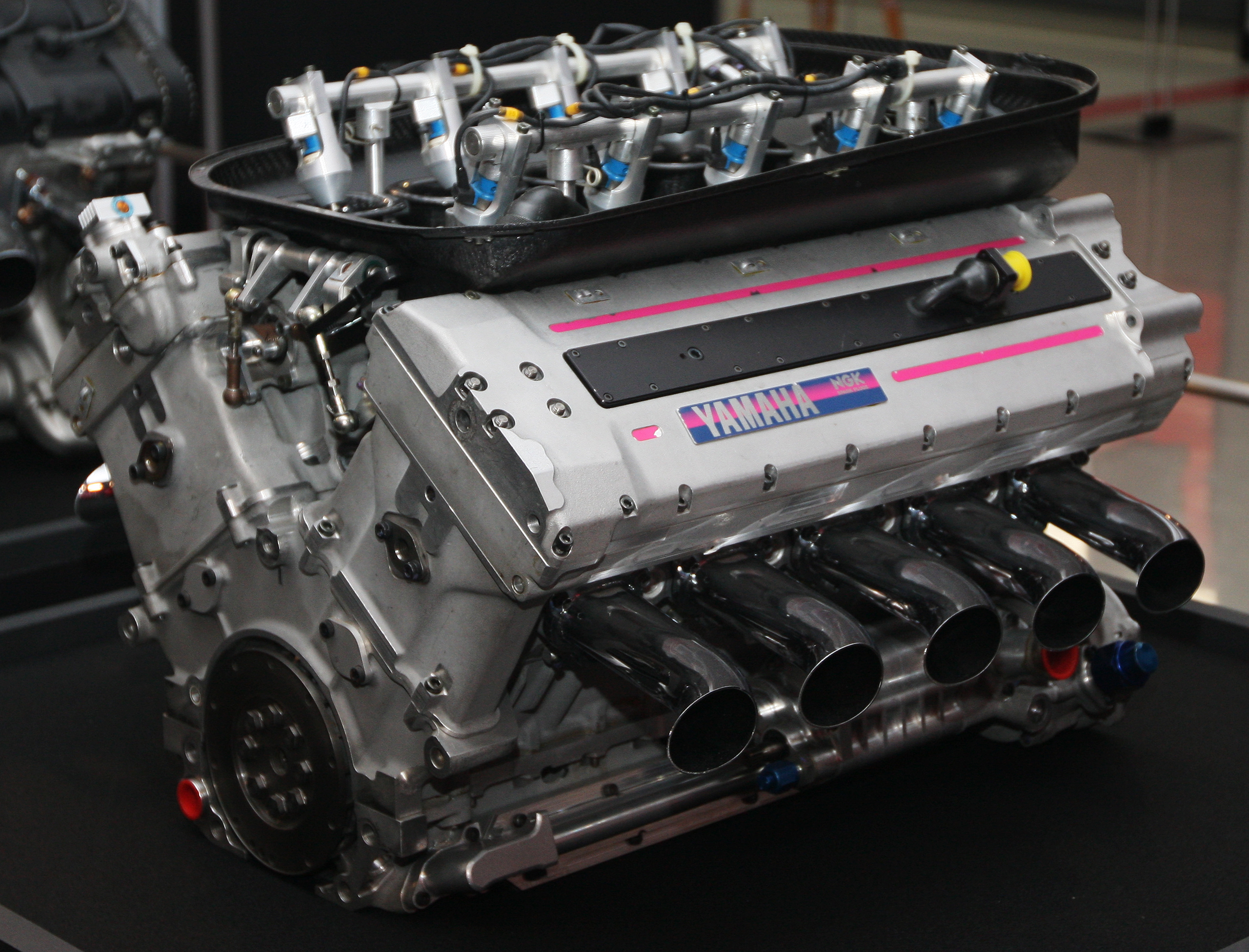
Le nouveau bloc Yamaha OX11A testé par Tyrrell au Japon.

Le Grand Prix du Japon se déroulant une semaine seulement après le Grand Prix du Pacifique, également disputé au Japon, les écuries n'ont pas les moyens logistiques et temporels de retourner dans leurs bases européennes pour procéder à de profondes évolutions sur les monoplaces. La plupart des modifications ont ainsi été testées à Aida, la semaine précédente, et sont soit conservées soit simplement mises de côté pour le Grand Prix du Japon.
Benetton a adopté une nouvelle suspension pour sa B195. Testée à Aïda, elle donne entière satisfaction à Michael Schumacher. De nouveaux points d'ancrage et un nouveau tirant permettent de garantir une meilleure motricité. Les monoplaces sont également dotées d'un système de blocage électronique faisant office de « frein à main » pour éviter un éventuel faux-départ car la ligne de départ de la piste de Suzuka présente une légère déclivité.
Les McLaren MP4/10 sont en configuration B/C, nouvelle évolution apparue lors de la course précédente. Les châssis sont des évolutions C mais conservent les suspensions, la boîte de vitesses et les éléments aérodynamiques de la version B. La monoplace reçoit une nouvelle version du bloc V10 Ilmor. Enfin, comme chez Benetton, un système de « frein à main » est adapté à la monoplace mais sa technique est différente.
Les Footwork FA16 sont les monoplaces présentes à Suzuka les plus modifiées avec une nouvelle suspension avant, une nouvelle aérodynamique arrière, des triangles et porte-moyeux redessinés, une nouvelle disposition des étriers de freins, solutions testées par Gianni Morbidelli lors du Grand Prix précédent. Un nouveau dispositif de soufflage des gaz d'échappement dans l'extracteur, testé à Aida, a été remonté et modifié sur la voiture de Morbidelli. Toutefois, après avoir criqué au bout de seulement neuf tours d'essais, le système est démonté et puis abandonné pour la course.
Les Ligier JS41 ont désormais un nouveau soubassement testé à Aïda. Dans la zone réglementaire des 50 cm de part et d'autre du tunnel central, les dérives inférieures sont rallongées, de même pour les dérives dans la zone des 30 cm.
Les Tyrrell 023 testent un nouveau moteur Yamaha, le OX11A (ou Judd JV) qui remplace le OX10C (ou Judd HV) et qui sera aligné régulièrement en 1996. Le poids du moteur passe de 130 à 105 kg et son régime maximal est augmenté.
Les Forti FG01-95 bénéficient d'une boîte de vitesses à sélection semi-automatique.
Les Ferrari 412 T2, les Jordan 195, les Sauber C14, les Minardi M195, les Pacific PR02 et les Williams FW17B ne présentent aucune évolution pour ce Grand Prix.

## Journée du vendredi

### Séance d'essais libres
| Pos. | Pilote             | Voiture          | Chrono         | Écart     |
| ---- | ------------------ | ---------------- | -------------- | --------- |
| 1    | Michael Schumacher | Benetton-Renault | 1 min 40 s 410 |           |
| 2    | Mika Häkkinen      | McLaren-Mercedes | 1 min 40 s 694 | + 0 s 284 |
| 3    | Damon Hill         | Williams-Renault | 1 min 41 s 024 | + 0 s 614 |
| 4    | Jean Alesi         | Ferrari          | 1 min 41 s 283 | + 0 s 873 |
| 5    | David Coulthard    | Williams-Renault | 1 min 41 s 492 | + 1 s 082 |
| 6    | Gerhard Berger     | Ferrari          | 1 min 41 s 952 | + 1 s 542 |

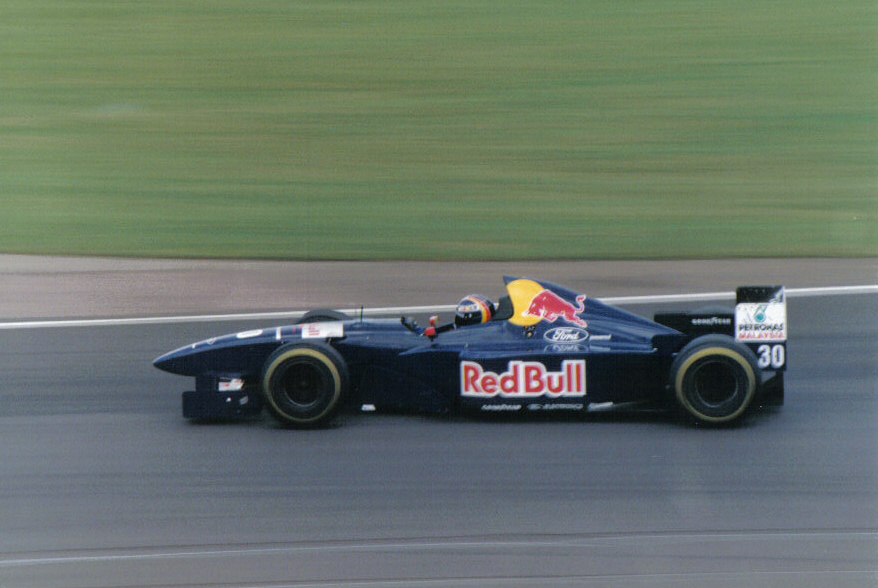
Heinz-Harald Frentzen (ici au GP de Grande-Bretagne) est victime de plusieurs casses moteur de sa C14 au GP du Japon.

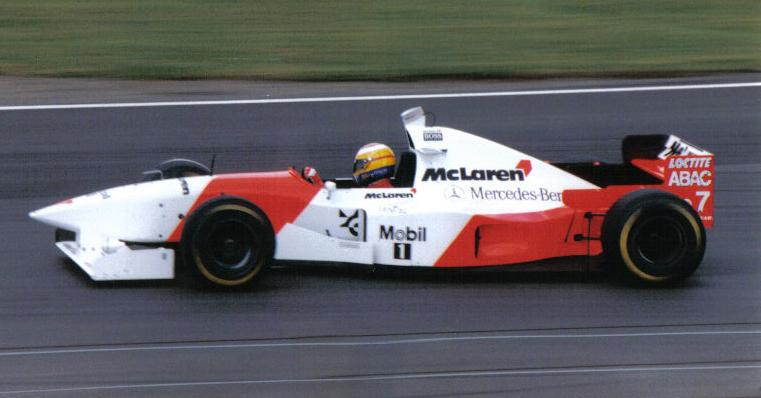
Mark Blundell (ici au GP de Grande-Bretagne) détruit complètement sa MP4/10 au GP du Japon.

La première séance d'essais libres du week-end de Grand Prix se déroule le vendredi 27 octobre de 9 h 30 à 11 h 15. Andrea Montermini, malade, n'y participe pas. Michael Schumacher est le premier pilote à réaliser un temps significatif au volant d'une Benetton déjà efficace mais qui doit encore évoluer. Eddie Irvine, sur Jordan, est au contraire en grande difficulté et ce bien qu'il connaisse parfaitement le circuit pour avoir disputé pendant plusieurs saisons le championnat de Formula Nippon. Il se bat contre de multiples blocages de freins dans la plupart des virages.
Luca Badoer et Heinz-Harald Frentzen quittent prématurément la séance après avoir subi une casse de leur moteur. Jean Alesi, alors auteur du quatrième temps de la séance, sort de la piste à Degner et casse sa suspension. Au terme de la séance, Michael Schumacher réalise la meilleure performance. Mika Häkkinen obtient le deuxième temps, à deux dixièmes du pilote allemand. Les pilotes Williams, Damon Hill et David Coulthard, décrochent respectivement les troisième et cinquième temps tandis que les pilotes Ferrari Jean Alesi et Gerhard Berger réalisent les quatrième et sixième temps,.

### Séance de qualifications
| Pos. | Pilote                | Voiture          | Chrono         | Écart     |
| ---- | --------------------- | ---------------- | -------------- | --------- |
| 1    | Michael Schumacher    | Benetton-Renault | 1 min 38 s 428 |           |
| 2    | Damon Hill            | Williams-Renault | 1 min 39 s 032 | + 0 s 604 |
| 3    | Mika Häkkinen         | McLaren-Mercedes | 1 min 39 s 127 | + 0 s 699 |
| 4    | Jean Alesi            | Ferrari          | 1 min 39 s 142 | + 0 s 714 |
| 5    | David Coulthard       | Williams-Renault | 1 min 39 s 155 | + 0 s 727 |
| 6    | Heinz-Harald Frentzen | Sauber-Ford      | 1 min 40 s 010 | + 1 s 582 |

La première séance de qualifications du week-end de Grand Prix se déroule le vendredi 27 octobre de 13 h 00 à 14 h 00. Mika Salo, sur Tyrrell conserve le meilleur temps pendant une vingtaine de minutes jusqu'à ce que Gerhard Berger n'améliore ce temps de trois secondes, juste après être sorti de la piste à Degner, comme son coéquipier le matin. Dans l'incident, l'Autrichien casse sa coque : il préfère enchaîner un nouveau tour rapide (où il établit donc le nouveau temps de référence) avant de rentrer au stand où sa monocoque doit être vérifiée.
David Coulthard, Jean Alesi, Michael Schumacher, Coulthard et Alesi à nouveau, Damon Hill prennent la tête de la session mais Schumacher s'empare finalement du meilleur temps de la séance en 1 min 38 s 428. Mark Blundell sort une nouvelle fois de la piste, imité par Johnny Herbert alors que le drapeau à damier clôturant la séance a déjà été abaissé,.

## Journée du samedi

### Séance d'essais libres
| Pos. | Pilote                | Voiture          | Chrono         | Écart     |
| ---- | --------------------- | ---------------- | -------------- | --------- |
| 1    | Mika Häkkinen         | McLaren-Mercedes | 1 min 40 s 389 |           |
| 2    | Eddie Irvine          | Jordan-Peugeot   | 1 min 40 s 674 | + 0 s 285 |
| 3    | Damon Hill            | Williams-Renault | 1 min 40 s 741 | + 0 s 352 |
| 4    | Michael Schumacher    | Benetton-Renault | 1 min 40 s 765 | + 0 s 376 |
| 5    | Jean Alesi            | Ferrari          | 1 min 40 s 899 | + 0 s 510 |
| 6    | Heinz-Harald Frentzen | Sauber-Ford      | 1 min 41 s 116 | + 0 s 727 |

La seconde séance d'essais libres du week-end de Grand Prix se déroule le samedi 28 octobre de 9 h 30 à 11 h 15. Häkkinen confirme ses bonnes prestations de la veille en améliorant le temps de Schumacher : il s'empare du meilleur temps en 1 min 40 s 389. Il n'a pourtant tourné qu'en toute fin de séance pour préserver son moteur « evolution ».
Eddie Irvine détient longtemps le meilleur temps de la session, prouvant qu'il a su résoudre les problèmes de freinage qui l'avaient handicapé la veille. Il signe le deuxième temps à trois dixièmes du Finlandais. Damon Hill, bien qu'il soit sorti de piste en fin de séance, tout comme son coéquipier David Coulthard, est troisième tandis que Michael Schumacher signe la quatrième meilleure performance.
Jean Alesi et Gerhard Berger signent les cinquième et huitième temps. Heinz-Harald Frentzen (Sauber) et David Coulthard s'emparent des sixième et septième temps et Rubens Barrichello et Olivier Panis complètent le top 10.
Aguri Suzuki a rencontré un problème technique sur sa Ligier tandis que Bertrand Gachot est victime d'un début d'incendie de sa Pacific Racing. Heinz-Harald Frentzen est à nouveau contraint de quitter la séance à la suite d'une nouvelle casse moteur. Mark Blundell sort encore de la piste et détruit complètement sa monoplace,.

### Séance de qualifications
| Pos. | Pilote             | Voiture          | Chrono         | Écart     |
| ---- | ------------------ | ---------------- | -------------- | --------- |
| 1    | Michael Schumacher | Benetton-Renault | 1 min 38 s 023 |           |
| 2    | Jean Alesi         | Ferrari          | 1 min 38 s 888 | + 0 s 865 |
| 3    | Mika Häkkinen      | McLaren-Mercedes | 1 min 38 s 954 | + 0 s 931 |
| 4    | Gerhard Berger     | Ferrari          | 1 min 39 s 040 | + 1 s 017 |
| 5    | Damon Hill         | Williams-Renault | 1 min 39 s 158 | + 1 s 135 |
| 6    | David Coulthard    | Williams-Renault | 1 min 39 s 368 | + 1 s 345 |

La seconde séance de qualifications du week-end de Grand Prix se déroule le samedi 28 octobre de 13 h 00 à 14 h 30. Il faut attendre 23 minutes pour qu'un pilote de pointe, Eddie Irvine, améliore les temps de la séance précédente. À 13 h 44, Gerhard Berger grimpe en troisième position et donne le signal de « vrai début de séance » aux ténors du championnat.
Peu après, Aguri Suzuki est victime d'un très violent accident dans les « esses », là même où Nigel Mansell avait tapé très fort en 1987. Après avoir été extirpé de sa monoplace, le pilote local est transporté vers l'infirmerie du circuit puis évacué en hélicoptère à l'hôpital de Suzuka. Suzuki souffre d'un violent mal de dos et d'une côte cassée. Les médecins préconisent trois jours d'observation à l'hôpital, ce qui oblige le pilote japonais à déclarer forfait pour son Grand Prix national. Suzuki, qui avait déjà annoncé son intention de prendre prochainement sa retraite lors du Grand Prix précédent à Aïda, annonce depuis sa chambre d'hôpital qu'il met un terme à sa carrière de pilote de Formule 1.
La séance reprend à 14 h 20 pour seulement dix minutes. C'est la ruée en piste et Häkkinen réalise le meilleur temps en 1 min 38 s 954 mais Schumacher améliore en 1 min 38 s 023. Alesi signe finalement le deuxième temps en 1 min 38 s 888,.

## Résultats des deux séances de qualifications

### Bilan des qualifications

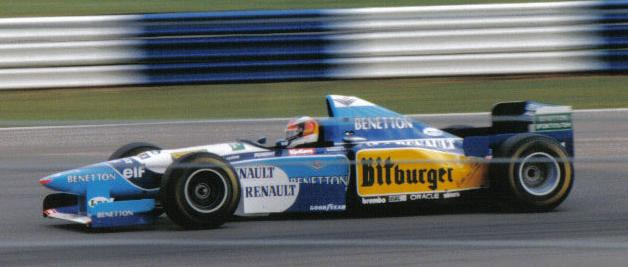
Michael Schumacher (ici au GP de Grande-Bretagne) hisse sa Benetton B195 en pole position au GP du Japon.

La grille de départ est établie à partir des temps réalisés lors des deux séances de qualifications du vendredi après-midi et du samedi après-midi. Le meilleur temps des deux séances est pris en compte.
Michael Schumacher décroche la dixième pole position de sa carrière en 1 min 38 s 023 (temps établi le samedi), suivi par Jean Alesi en 1 min 38 s 888 (temps établi le samedi). Le pilote allemand est satisfait des performances de la Benetton B195, assurant qu'il a « rarement eu une aussi bonne voiture ». Le pilote français est lui aussi content de son résultat mais doute de la fiabilité de sa monoplace à la suite d'un problème mécanique survenu lors des essais du vendredi, accusant alors la Ferrari de ne pas lui avoir transmis l'information. En effet, Alesi devait quitter l'écurie italienne pour Benetton en remplacement de Schumacher pour la saison 1996 et les relations entre le futur ex-pilote Ferrari et son écurie deviennent de plus en plus tendues.
Mika Häkkinen part de la troisième place sur la grille grâce à son temps du samedi et partage la seconde ligne avec Damon Hill grâce à son temps établi le vendredi. Le pilote Williams, déçu par sa prestation en qualifications, déclare : « Personne n'est plus déçu que moi et l'équipe. Nous devons chercher à savoir pourquoi nous n'étions pas compétitifs. J'ai été surpris par la performance des McLaren et encore plus impressionné par la performance de Michael à la fin de la session. » Gerhard Berger et David Coulthard sont respectivement cinquième et sixième.
Mark Blundell qui, dans la première séance de qualifications, a percuté le mur, n'a pas établi de temps de qualification, sa voiture étant trop endommagée pour poursuivre la session. Il est à nouveau victime d'un violent accident dans le virage du 130R lors des essais libres du samedi et est admis à l'infirmerie du circuit. À la suite de la visite médicale, les médecins du circuit lui interdisent de participer à la seconde séance de qualifications. Le pilote britannique part donc de la dernière place de la grille. Aguri Suzuki, qui ne sera pas remplacé par un autre pilote par son écurie, ne participe pas à la course à la suite de son hospitalisation consécutive à son un accident lors de la seconde séance de qualifications.

### Grille de départ
| Pos. | No | Pilote                | Écurie             | Temps Q1        | Temps Q2       | Écart             |
| ---- | -- | --------------------- | ------------------ | --------------- | -------------- | ----------------- |
| 1    | 1  | Michael Schumacher    | Benetton-Renault   | 1 min 38 s 428  | 1 min 38 s 023 |                   |
| 2    | 27 | Jean Alesi            | Ferrari            | 1 min 39 s 127  | 1 min 38 s 888 | + 0 s 865         |
| 3    | 8  | Mika Häkkinen         | McLaren-Mercedes   | 1 min 39 s 127  | 1 min 38 s 954 | + 0 s 931         |
| 4    | 5  | Damon Hill            | Williams-Renault   | 1 min 39 s 032  | 1 min 39 s 158 | + 1 s 009         |
| 5    | 28 | Gerhard Berger        | Ferrari            | 1 min 40 s 305  | 1 min 39 s 040 | + 1 s 017         |
| 6    | 6  | David Coulthard       | Williams-Renault   | 1 min 39 s 155  | 1 min 39 s 368 | + 1 s 132         |
| 7    | 15 | Eddie Irvine          | Jordan-Peugeot     | 1 min 40 s 153  | 1 min 39 s 621 | + 1 s 598         |
| 8    | 30 | Heinz-Harald Frentzen | Sauber-Ford        | 1 min 40 s 010  | 1 min 40 s 380 | + 1 s 987         |
| 9    | 2  | Johnny Herbert        | Benetton-Renault   | 1 min 40 s 349  | 1 min 40 s 391 | + 2 s 326         |
| 10   | 14 | Rubens Barrichello    | Jordan-Peugeot     | 1 min 40 s 381  | 1 min 40 s 413 | + 2 s 358         |
| 11   | 26 | Olivier Panis         | Ligier-Mugen-Honda | 1 min 40 s 838  | 1 min 41 s 081 | + 2 s 815         |
| 12   | 4  | Mika Salo             | Tyrrell-Yamaha     | 1 min 41 s 355  | 1 min 41 s 637 | + 3 s 332         |
| 13   | 25 | Aguri Suzuki          | Ligier-Mugen-Honda | 1 min 42 s 561  | 1 min 41 s 592 | + 3 s 569         |
| 14   | 3  | Ukyo Katayama         | Tyrrell-Yamaha     | 1 min 41 s 977  | 1 min 42 s 273 | + 3 s 954         |
| 15   | 9  | Gianni Morbidelli     | Arrows-Hart        | 1 min 42 s 623  | 1 min 42 s 059 | + 4 s 036         |
| 16   | 29 | Karl Wendlinger       | Sauber-Ford        | 1 min 43 s 634  | 1 min 42 s 912 | + 4 s 889         |
| 17   | 23 | Pedro Lamy            | Minardi-Ford       | 1 min 43 s 387  | 1 min 43 s 102 | + 5 s 079         |
| 18   | 24 | Luca Badoer           | Minardi-Ford       | 1 min 43 s 940  | 1 min 43 s 542 | + 5 s 519         |
| 19   | 10 | Taki Inoue            | Arrows-Hart        | 1 min 44 s 386  | 1 min 44 s 074 | + 6 s 051         |
| 20   | 17 | Andrea Montermini     | Pacific-Ford       | 1 min 46 s 869  | 1 min 46 s 097 | + 8 s 074         |
| 21   | 21 | Pedro Diniz           | Forti-Ford         | 1 min 46 s 654  | 1 min 47 s 166 | + 8 s 631         |
| 22   | 22 | Roberto Moreno        | Forti-Ford         | 1 min 50 s 097  | 1 min 48 s 267 | + 10 s 244        |
| 23   | 16 | Bertrand Gachot       | Pacific-Ford       | 1 min 48 s 824  | 1 min 48 s 289 | + 10 s 266        |
| 24   | 7  | Mark Blundell         | McLaren-Mercedes   | 16 min 42 s 640 | Pas de temps   | + 15 min 04 s 617 |

## Warm up
| Pos. | Pilote                | Voiture          | Temps          | Écart     |
| ---- | --------------------- | ---------------- | -------------- | --------- |
| 1    | Damon Hill            | Williams-Renault | 2 min 00 s 025 |           |
| 2    | Michael Schumacher    | Benetton-Renault | 2 min 00 s 414 | + 0 s 389 |
| 3    | David Coulthard       | Williams-Renault | 2 min 00 s 659 | + 0 s 634 |
| 4    | Jean Alesi            | Ferrari          | 2 min 00 s 850 | + 0 s 825 |
| 5    | Heinz-Harald Frentzen | Sauber-Ford      | 2 min 01 s 069 | + 1 s 144 |
| 6    | Eddie Irvine          | Jordan-Peugeot   | 2 min 01 s 957 | + 1 s 932 |

La piste étant humide pendant la majeure partie de la séance d'échauffement, les temps au tour sont plus lents que lors des précédentes séances du début de week-end. La session, d'une durée de 30 minutes, débute à 8 h 30 locale sous une pluie persistante.
Jean Alesi est le premier pilote en piste, il souhaite rouler au maximum sous la pluie car il craint que celle-ci se prolonge pendant la course. Mika Häkkinen fait de même et peaufine les réglages « pleine pluie » de sa monoplace. Les Tyrrell progressent peu à peu tandis que les deux Arrows sont quasiment impossibles à conduire sur la piste humide. Malgré leurs faibles performances depuis vendredi, les deux pilotes Williams créent la surprise et se retrouvent aux avant-postes : Hill réalise le meilleur temps en 2 min 00 s 025 et Schumacher, Coulthard et Alesi sont respectivement second, troisième et quatrième.
Gerhard Berger fait une sortie de piste tandis que Heinz-Harald Frentzen tape le mur dans les « esses ». Ukyo Katayama est victime d'un brusque retour de volant lors d'un tête-à-queue et s'abîme les ligaments du pouce. Il a beaucoup de mal à manipuler les palettes de changement de vitesses pour rétrograder.

## Course

### Déroulement de l'épreuve

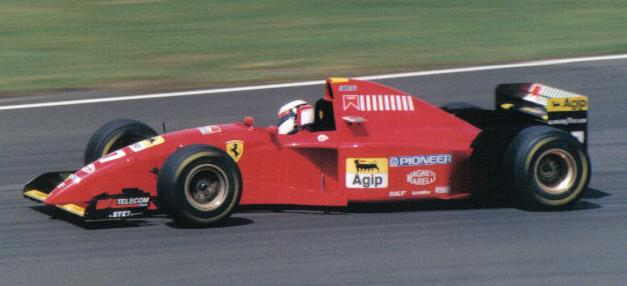
Jean Alesi, sur Ferrari 412T2 (ici au GP de Grande-Bretagne) abandonne alors qu'il était second de l'épreuve.

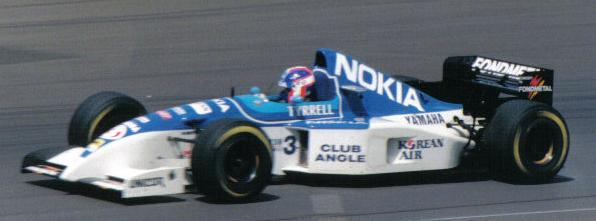
Ukyo Katayama, sur Tyrrell 023 (ici au GP de Grande-Bretagne) se blesse lors du warm-up.

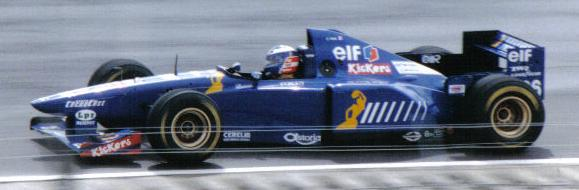
Olivier Panis, sur Ligier JS41 (ici au GP de Grande-Bretagne) se classe cinquième de la course.

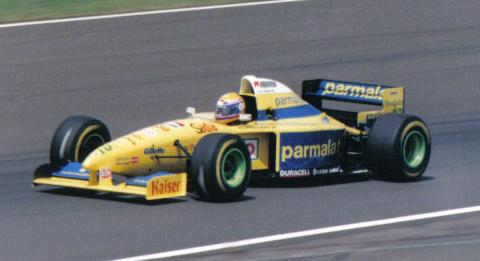
Roberto Moreno, sur Forti FG01-95 (ici au GP de Grande-Bretagne) ne parvient même pas à s'extirper de la pitlane du circuit de Suzuka.

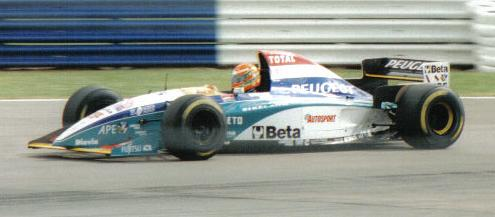
Eddie Irvine, sur Jordan 195 (ici au GP de Grande-Bretagne) se classe quatrième du GP du Japon.

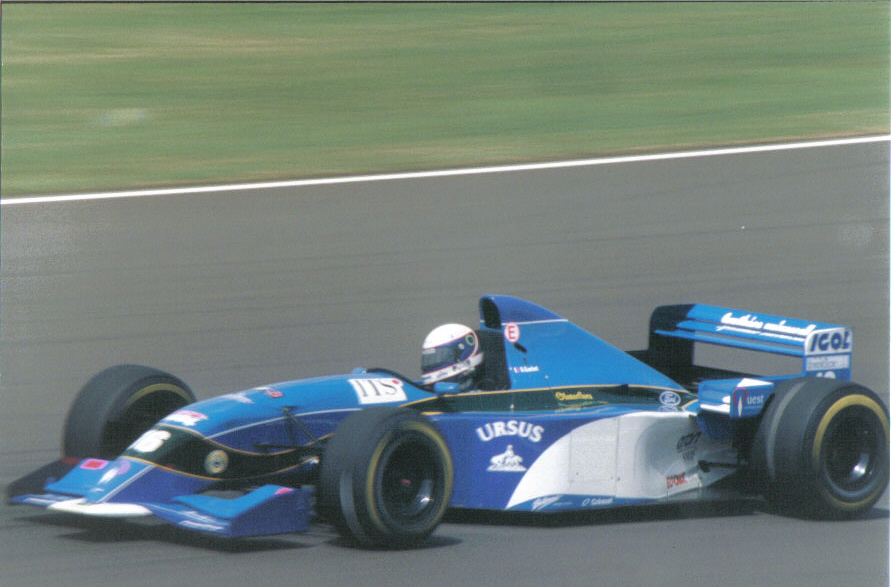
Bertrand Gachot, sur Pacific PR02 (ici au GP de Grande-Bretagne) abandonne après six tours à Suzuka.

Bien que vingt-quatre pilotes soient engagés, seuls vingt-deux prennent place sur la grille de départ. Aguri Suzuki, à la suite de son accident en qualifications le samedi a déclaré forfait et le pilote Forti Corse Roberto Moreno, à cause d'un problème de boîte de vitesses, s'élance depuis la voie des stands,. Forti Corse a forcé son pilote à utiliser une boîte de vitesses semi-automatique défaillante qui est restée bloquée en sixième pendant quasiment tous les essais libres et les qualifications et ne lui a même pas permis de quitter la ligne des stands et de boucler le moindre tour en course.
La course débute à 13 heures, heure locale, et tous les pilotes choisissent de s'élancer avec des pneus pluie car la piste est encore humide. Schumacher, en pole position, prend un bon départ et garde sa position à la sortie du premier virage. Jean Alesi et Gerhard Berger commettent tous deux un faux-départ (leurs monoplaces ne sont pas munies d'un « frein à main » et ont avancé sur la ligne de départ inclinée) et doivent observer une pénalité de dix secondes d'arrêt au stand au troisième tour.
Le pilote Arrows Gianni Morbidelli, à l'arrière du peloton, part en tête-à-queue au premier virage après avoir été percuté par le pilote Sauber Karl Wendlinger. L'Italien cale à la suite de l'accrochage et abandonne. Au cinquième tour, la piste commençant à sécher, Alesi rentre au stand chausser des pneus slicks. De retour en piste, Alesi effectue des tours de plus en plus rapides et réalise, en 1 min 54 s 416, le record du tour à ce stade de l'épreuve, soit 5 secondes plus rapide que ses concurrents.
Schumacher s'arrête au stand au dixième tour pour chausser également des slicks et Mika Häkkinen prend la tête de la course jusqu'à son premier arrêt, au tour suivant. Les progrès d'Alesi, désormais dixième, sont temporairement interrompus lorsqu'il tente de dépasser le pilote de la Scuderia Minardi Pedro Lamy : il part en tête-à-queue, glisse dans la boue des bas-côtés, et doit repasser par les stands chausser des pneumatiques neufs. Il reprend la piste en quinzième position. Néanmoins, il remonte au classement et atteint la seconde place en dépassant Damon Hill à l'extérieur dans le dernier virage du dixième tour. Impressionnés par le rythme du pilote français, les autres pilotes passent tous des pneus slicks.
Au quinzième tour, les deux monoplaces Jordan entrent en collision. Rubens Barrichello fait un tête-à-queue dans la chicane du dernier virage avant de casser son aileron arrière contre un mur, ce qui le contraint à l'abandon. Eddie Irvine s'en sort indemne mais est à nouveau impliqué dans une collision lorsque, au vingtième tour, dans la chicane, Heinz-Harald Frentzen le percute à l'arrière. Si Irvine s'en sort sans dommage, le pilote Sauber doit s'arrêter au stand pour remplacer son aileron avant.
À l'avant, Alesi, à six secondes de Schumacher, réalise des temps au tour plus rapides que son adversaire mais abandonne au vingt-quatrième tour sur défaillance supposée de son différentiel. La Scuderia Ferrari découvrira après la course qu'il s'agit en fait d'un problème lié à l'arbre de transmission. Schumacher effectue un deuxième ravitaillement au trente et unième tour, reprend la piste en deuxième position juste derrière Hill et réalise le meilleur temps au tour au trente-troisième tour. Il reprend la tête de la course quand Damon Hill effectue son arrêt aux stands au trente-quatrième tour.
Derrière eux, Häkkinen et Coulthard sont respectivement troisième et quatrième avant leur arrêt aux stands. Coulthard effectue son ravitaillement six tours après le pilote McLaren ce qui lui permet de prendre la troisième place. Le pilote Benetton Johnny Herbert occupe la cinquième place après son second arrêt, juste devant Eddie Irvine. La pluie fait alors son apparition, mais seulement au niveau de Spoon Curve, ce qui provoque une sortie de piste de Damon Hill alors que les pilotes Williams occupaient les deuxième et troisième positions. Hill endommage son aileron avant, perd une place, retourne au stand pour le changer et reprend la course à la cinquième place. Il écope alors d'une pénalité de dix secondes d'arrêt au stand pour excès de vitesse dans la pitlane,. Coulthard sort lui aussi de piste dans Spoon Curve mais s'en sort avec quelques dégâts mineurs. Il est à nouveau victime d'une sortie de piste dans le 130R à cause de l'expulsion au freinage des graviers amassés dans ses pontons lors de sa précédente sortie de piste.
Au quarantième tour, alors qu'il est informé de sa pénalité, Hill est à nouveau victime d'une sortie de piste dans Spoon Curve et abandonne. Mark Blundell, Eddie Irvine et Heinz-Harald Frentzen sortent eux aussi de piste au même endroit, sans dommage.
Michael Schumacher remporte la course en 1 h 36 min 52 s 930 et décroche son neuvième succès de la saison. Mika Häkkinen termine second à 20 secondes. Johnny Herbert, en terminant troisième à la suite de l'abandon des deux pilotes Williams, permet à Benetton Formula de remporter le titre des constructeurs. Eddie Irvine termine quatrième, Olivier Panis cinquième et Mika Salo s'empare du dernier point en lice. Mark Blundell, parti en dernière position, termine septième devant Frentzen, Luca Badoer, Karl Wendlinger, Pedro Lamy et Taki Inoue. Frentzen a disputé un Grand Prix particulièrement mouvementé : après avoir raté son départ, il percute Irvine et doit rentrer au stand changer son aileron. Il part ensuite en tête-à-queue et doit faire à nouveau changer son aileron. Lorsqu'il se présente à son stand à cet effet, il reste bloqué derrière son coéquipier en train de changer de pneumatiques.
Nombre de pilotes ont abandonné dans ce Grand Prix. Aucune Forti n'est à l'arrivée, Roberto Moreno n'ayant pu s'élancer et Pedro Diniz étant parti en tête-à-queue au trente-deuxième tour dans Spoon curve. Aucune Pacific Racing ne termine l'épreuve, Bertrand Gachot casse son arbre de transmission dans le septième tour et Andrea Montermini part en tête-à-queue sur faute de pilotage dans son vingt-troisième tour. Montermini insiste sur le fait que sa sortie de piste est entièrement de sa responsabilité et est due à un manque de concentration. On ne compte aucune Williams F1 Team à l'arrivée, les deux pilotes étant sortis de la piste.
Aucune Ferrari ne termine la course : Gerhard Berger est victime d'une défaillance électrique d'un capteur et quitte la course après seize tours et Jean Alesi casse son arbre de transmission peu après. Gerhard Berger est particulièrement en colère après son abandon car il a subi le même dysfonctionnement d'un capteur d'allumage occasionnant des coupures du moteur lors du Grand Prix précédent. Gianni Morbidelli, sur Arrows abandonne dès le premier tour après avoir été poussé par Karl Wendlinger. Parti en tête-à-queue, il cale et ne peut poursuivre la course. Ukyo Katayama sort de la piste dans son douzième tour à la suite d'un passage de vitesses manqué, il souffrait en effet des ligaments du pouce à la suite d'un incident lors du warm-up. Rubens Barrichello abandonne à la suite d'un tête-à-queue lorsqu'il a tenté de dépasser son coéquipier dans le seizième tour.

### Classement de la course
| Pos. | No | Pilote                | Écurie             | Tours | Temps/Abandon       | Grille | Points |
| ---- | -- | --------------------- | ------------------ | ----- | ------------------- | ------ | ------ |
| 1    | 1  | Michael Schumacher    | Benetton-Renault   | 53    | 1 h 36 min 52 s 930 | 1      | 10     |
| 2    | 8  | Mika Häkkinen         | McLaren-Mercedes   | 53    | + 19 s 337          | 3      | 6      |
| 3    | 2  | Johnny Herbert        | Benetton-Renault   | 53    | + 1 min 23 s 804    | 9      | 4      |
| 4    | 15 | Eddie Irvine          | Jordan-Peugeot     | 53    | + 1 min 42 s 136    | 7      | 3      |
| 5    | 26 | Olivier Panis         | Ligier-Mugen-Honda | 52    | + 1 tour            | 11     | 2      |
| 6    | 4  | Mika Salo             | Tyrrell-Yamaha     | 52    | + 1 tour            | 12     | 1      |
| 7    | 7  | Mark Blundell         | McLaren-Mercedes   | 52    | + 1 tour            | 23     |        |
| 8    | 30 | Heinz-Harald Frentzen | Sauber-Ford        | 52    | + 1 tour            | 8      |        |
| 9    | 24 | Luca Badoer           | Minardi-Ford       | 51    | + 2 tours           | 17     |        |
| 10   | 29 | Karl Wendlinger       | Sauber-Ford        | 51    | + 2 tours           | 15     |        |
| 11   | 23 | Pedro Lamy            | Minardi-Ford       | 51    | + 2 tours           | 16     |        |
| 12   | 10 | Taki Inoue            | Arrows-Hart        | 51    | + 2 tours           | 18     |        |
| Abd. | 5  | Damon Hill            | Williams-Renault   | 40    | Sortie de piste     | 4      |        |
| Abd. | 6  | David Coulthard       | Williams-Renault   | 39    | Accident            | 6      |        |
| Abd. | 21 | Pedro Diniz           | Forti-Ford         | 32    | Sortie de piste     | 20     |        |
| Abd. | 27 | Jean Alesi            | Ferrari            | 24    | Différentiel        | 2      |        |
| Abd. | 17 | Andrea Montermini     | Pacific-Ford       | 23    | Sortie de piste     | 19     |        |
| Abd. | 28 | Gerhard Berger        | Ferrari            | 16    | Panne électrique    | 5      |        |
| Abd. | 14 | Rubens Barrichello    | Jordan-Peugeot     | 15    | Accident            | 10     |        |
| Abd. | 3  | Ukyo Katayama         | Tyrrell-Yamaha     | 12    | Accident            | 13     |        |
| Abd. | 16 | Bertrand Gachot       | Pacific-Ford       | 6     | Roulement de roue   | 22     |        |
| Abd. | 22 | Roberto Moreno        | Forti-Ford         | 1     | Boîte de vitesses   | 21     |        |
| Abd. | 9  | Gianni Morbidelli     | Arrows-Hart        | 0     | Sortie de piste     | 14     |        |
| Np.  | 25 | Aguri Suzuki          | Ligier-Mugen-Honda |       | Accident            |        |        |

### Pole position et record du tour
Michael Schumacher signe au Japon la dixième pole position de sa carrière, la dixième pour le compte de l'écurie Benetton. Cette pole position est la douzième de l'écurie Benetton et la cent-neuvième pour Renault en tant que motoriste.
Michael Schumacher signe le vingt-troisième meilleur tour en course de sa carrière, le trentième de son écurie et le soixante-dix-neuvième de son motoriste.
Michael Schumacher remporte la course en partant de la pole position et en signant le meilleur tour en course, il réalise ainsi le cinquième hat trick de sa carrière, le cinquième également pour son écurie.
- Pole position :  Michael Schumacher  (Benetton-Renault) en 1 min 38 s 023 (vitesse moyenne : 215,362 km/h).
- Meilleur tour en course :  Michael Schumacher  (Benetton-Renault) en 1 min 42 s 976 au 33e tour (vitesse moyenne : 205,003 km/h).

### Tours en tête
Schumacher, en pole position, conserve la tête de l'épreuve jusqu'à son premier arrêt au stand au dixième tour. Mika Häkkinen prend la tête de la course jusqu'à son arrêt au tour suivant où Schumacher reprend la position de tête. Schumacher effectue un deuxième ravitaillement au trente et unième tour et reprend la piste en deuxième position, derrière Hill. Quand Damon Hill effectue son arrêt au stand au trente-quatrième tour, Schumacher repasse en tête, et ce jusqu'au drapeau à damier. 
- Michael Schumacher : 48 tours (1-10 / 12-31 / 36-53)
- Mika Häkkinen : 1 tour (11)
- Damon Hill : 4 tours (32-35)

## Après-course
Michael Schumacher signe lors de ce Grand Prix sa dix-neuvième et dernière victoire pour le compte de Benetton. Il s'agit également de la vingt-sixième victoire de Benetton en tant que constructeur. C'est le premier titre de champion du monde des constructeurs pour l'écurie Benetton Formula et son motoriste, Renault, enregistre sa soixante-treizième victoire en tant que motoriste.
Le pilote allemand, qui partira chez Ferrari en 1996, déclare : « C'est un sentiment vraiment génial maintenant, car j'ai tenu les promesses que j'ai faites à l'équipe au début de la saison pour obtenir les deux titres ». Il annonce avoir vraiment vécu « une saison de rêve ». Johnny Herbert, son coéquipier, qui quittera lui aussi Benetton en fin de saison déclare que l'écurie anglaise a fait un « travail fantastique ».
Le pilote deuxième du championnat du monde Damon Hill n'a pas pu observer ses dix secondes de pénalité; son équipe Williams écope d'une amende de dix mille dollars.
À propos de la performance de Jean Alesi, le champion du monde de Formule 1 1980 Alan Jones déclare qu'il « restera l'un des plus grands pilotes en Grand Prix ». Le pilote français dit qu'il n'a pas voulu prendre de faux départ mais que la voiture a avancé de quelques centimètres en raison de la pente descendante de la ligne de départ. 
Son coéquipier, Gerhard Berger, a contesté sa sanction prétendant que sa voiture n'a pas bougé tant que le feu n'est pas passé au vert.
Enfin Aguri Suzuki qui participait à sa 64e course en Formule 1, se retire de la compétition à l'issue de ce Grand Prix. Le Japonais fera son retour dans la discipline en 2006 en tant que propriétaire de l'écurie Super Aguri F1.

## Classements généraux à l'issue de la course
- Note : Benetton et Williams ont été disqualifiés lors du Grand Prix inaugural du Brésil pour utilisation de carburant non conforme à la réglementation de la Formule 1[91]. L'échantillon d'essence prélevé à l'issue de la course ne correspondait pas aux spécifications de l'échantillon témoin fourni à la FIA[92]. Les écuries ont fait appel de cette décision, ce qui a conduit à une annulation de la sanction concernant les pilotes qui ont conservé leurs points, mais un maintien de la pénalité pour les écuries. Benetton a ainsi perdu les 10 points de la victoire de Michael Schumacher et Williams les 6 points de la seconde place de David Coulthard, d'où une différence entre les points obtenus par ces écuries et les totaux des résultats de leurs pilotes[93],[94].

| Position | Pilote                   | Écurie             | Points |
| -------- | ------------------------ | ------------------ | ------ |
| Champion | Michael Schumacher       | Benetton-Renault   | 102    |
| 2        | Damon Hill               | Williams-Renault   | 59     |
| 3        | David Coulthard          | Williams-Renault   | 49     |
| 4        | Johnny Herbert           | Benetton-Renault   | 45     |
| 5        | Jean Alesi               | Ferrari            | 42     |
| 6        | Gerhard Berger           | Ferrari            | 31     |
| 7        | Mika Häkkinen            | McLaren-Mercedes   | 17     |
| 8        | Heinz-Harald Frentzen    | Sauber-Ford        | 15     |
| 9        | Rubens Barrichello       | Jordan-Peugeot     | 11     |
| 10       | Mark Blundell            | McLaren-Mercedes   | 10     |
| 11       | Eddie Irvine             | Jordan-Peugeot     | 10     |
| 12       | Olivier Panis            | Ligier-Mugen-Honda | 10     |
| 13       | Martin Brundle           | Ligier-Mugen-Honda | 7      |
| 14       | Mika Salo                | Tyrrell-Yamaha     | 3      |
| 15       | Jean-Christophe Boullion | Sauber-Ford        | 3      |
| 16       | Aguri Suzuki             | Ligier-Mugen-Honda | 1      |
| 17       | Gianni Morbidelli        | Arrows-Hart        | 1      |

| Position | Écurie             | Points |
| -------- | ------------------ | ------ |
| Champion | Benetton-Renault   | 137    |
| 2        | Williams-Renault   | 102    |
| 3        | Ferrari            | 73     |
| 4        | McLaren-Mercedes   | 27     |
| 5        | Jordan-Peugeot     | 21     |
| 6        | Ligier-Mugen-Honda | 18     |
| 7        | Sauber-Ford        | 18     |
| 8        | Tyrrell-Yamaha     | 3      |
| 9        | Arrows-Hart        | 1      |